# Szent Illés-fatemplom (Pusztafentős)
A pusztafentősi Szent Illés-fatemplom műemlékké nyilvánított épület Romániában, Máramaros megyében. A romániai műemlékek jegyzékében az  MM-II-m-A-04606 sorszámon szerepel.